# Morton (Illinois)
Morton – wieś w Stanach Zjednoczonych, w stanie Illinois, w hrabstwie Tazewell.